# Behörde (Österreich)
Eine Behörde ist nach österreichischem Verfassungsverständnis eine Stelle, die von der Rechtsordnung ermächtigt ist, einseitig verbindliche Rechtsakte zu setzen (insbesondere aufgrund von Gesetzen), Anordnungen zu erlassen und diese allenfalls mit Zwangsmitteln durchzusetzen. Sie ist also ein mit imperium ausgestattetes Organ.
Man unterscheidet nach den Organen die Verwaltungs- und die Gerichtsbehörden. Der wesentliche Unterschied besteht darin, dass Verwaltungsbehörden weitgehend weisungsgebunden sind, die Gerichtsbarkeit aber durch unabhängige Organe (Richter) erfolgt.
Nach dem in Art. 94 B-VG verankerten Prinzip der Trennung von Justiz und Verwaltung darf eine Behörde nicht gleichzeitig Verwaltungs- und Gerichtsbehörde sein.

## Verwaltungsbehörden

### Begriff
Verwaltungsbehörden werden zur Durchführung von Aufgaben der Bundes-, Landes- oder Gemeindeverwaltung eingerichtet. Einer Behörde kann ein Amt (Geschäftsapparat) zur Durchführung der ihr übertragenen Aufgaben beigegeben sein, teilweise ist ein Amt auch für mehrere Behörden zuständig. So ist beispielsweise ein Bundesministerium dem jeweiligen Bundesminister, das Amt der Landesregierung zugleich der Landesregierung und dem Landeshauptmann oder ein Gemeindeamt dem Bürgermeister und dem Gemeindevorstand beigegeben.

### Unterteilung
Behörden lassen sich im Allgemeinen auf zwei Arten unterscheiden.
Einerseits kann man zwischen monokratisch und kollegial organisierten Behörden unterscheiden. Eine monokratische Behörde besteht aus lediglich einer Person, wie zum Beispiel der Bürgermeister als Baubehörde I. Instanz oder die Bezirksverwaltungsbehörden. Eine kollegiale Behörde besteht hingegen aus mehreren Personen, wie beispielsweise die Landesregierungen oder die Bundesregierung.
Weiters kann man Behörden nach den von ihnen durchgeführten Aufgaben bzw. deren Träger unterscheiden. So gibt es zum Beispiel Landes- und Bundesbehörden, aber auch Sicherheitsbehörden, Gesundheitsbehörden usw.

## Gerichtsbehörden
Gem. Art. 82 Abs. 1 B-VG geht die ordentliche Gerichtsbarkeit vom Bund aus. Das bedeutet, dass die Bundesländer keine ordentlichen Gerichte einrichten dürfen und die Regelung von Gerichtsverfassung und Zuständigkeit dieser Gerichte durch Bundesgesetz zu erfolgen hat (Art. 83 Abs. 1 B-VG). Im Bereich der Verwaltungsgerichtsbarkeit gibt es sowohl Verwaltungsgerichte des Bundes als auch der Länder sowie als zweite Instanz den Verwaltungsgerichtshof (Art. 129–133 B-VG). Die Verfassungsgerichtsbarkeit steht einem Bundesgericht, dem Verfassungsgerichtshof, zu.